# شمس الدين نساخ
شمس الدين نساخ (من مواليد 4 يناير 1988 بوهران) لاعب كرة قدم جزائري يلعب لنادي شباب بلوزداد في الرابطة الجزائرية المحترفة الأولى والمنتخب الجزائري.

## المسيرة الكروية
في 18 فبراير 2009، اختير نساخ كأفضل لاعب في وهران للنصف الأول من موسم 2008-09 للبطولة الجزائرية الثانية من قبل مشجعي النادي.

### شبيبة القبائل
في 26 ديسمبر 2009، وقع نساخ عقدًا لمدة عامين ونصف مع شبيبة القبائل، لينضم إليهم في انتقال من جمعية وهران. في موسمه الأول مع النادي، خاض 11 مباراة بالدوري، 4 منها كلاعب أساسي. كما لعب دورًا مهمًا في وصول شبيبة القبائل إلى نصف نهائي دوري أبطال أفريقيا 2010، حيث لعب في جميع مباريات الفريق في مرحلة المجموعات، بالإضافة إلى مباراتيه في نصف النهائي ضد تي بي مازيمبي.
في 19 مارس 2011، سجل نساخ الهدف الوحيد في فوز شبيبة القبائل 1-0 على نادي تفرغ زينة في الجولة الأولى من كأس الاتحاد الأفريقي 2011. وفي مباراة الإياب في موريتانيا، سجل هدفين آخرين ليساعد شبيبة القبائل على التأهل بنتيجة 3-1 في مجموع المباراتين إلى الدور الثاني.

## التتويجات
- فاز بكأس الجزائر مرة واحدة مع شبيبة القبائل في كأس الجزائر 2010-11

## روابط خارجية
- شمس الدين نساخ على موقع قاعدة بيانات كرة القدم.إي يو (الإنجليزية)
- شمس الدين نساخ على موقع Soccerway.com (الإنجليزية)